# Se Parigi...
Se Parigi... è stato un varietà comico televisivo in sei puntate diretto da Gino Landi e condotto da Lino Banfi coadiuvato da Janet Agren e Paola Tedesco, trasmesso sulla Rete 2 (l'odierna Rai 2) dal 31 ottobre al 5 dicembre 1982, alle 20:40.

## Il programma
Scritto da Mario Amendola e Bruno Corbucci, con la direzione musicale di Vito Tommaso, il programma era incentrato sulla comicità di Lino Banfi che rivisitava i classici della rivista e dell'avanspettacolo, riproponendo macchiette e siparietti comici mutuati dal varietà teatrale, spesso affiancato da Janet Agren e Paola Tedesco che, oltre ad animare balletti e momenti musicali, recitavano con l'attore negli sketch comici. Banfi interpretava anche le sigle, incidendo con il coro dei I 4 + 4 di Nora Orlandi.